# Phyllis Povah
Phyllis Povah (Detroit, 21 luglio 1893 – Port Washington, 7 agosto 1975) è stata un'attrice statunitense.

## Biografia
Phyllis Povah fu soprattutto un'attrice di teatro. Nel 1921 esordì a Broadway in Mr. Pim Passes By e calcò le scene per più di trent'anni, fino ad'Anniversary Waltz del 1954. Tra le interpreti di The Women, di Clare Boothe Luce, fu tra le attrici della versione cinematografica diretta da George Cukor nel 1939.
Pochi gli altri film da lei interpretati: Vogliamo dimagrire (1943), Lui e lei (1952), Vivere insieme (1952) e Divieto d'amore (1959), con David Niven e Mitzi Gaynor, versione cinematografica della commedia Anniversary Waltz da lei interpretata cinque anni prima. Tra il 1949 e il 1956 apparve anche in alcune serie televisive.

## Filmografia
- Donne (The Women), regia di George Cukor (1939)
- Vogliamo dimagrire (Let's Face It), regia di Sidney Lanfield (1943)
- Lui e lei (Pat and Mike), regia di George Cukor (1952)
- Vivere insieme (The Marrying Kind), regia di George Cukor (1952)
- Divieto d'amore (Happy Anniversary), regia di David Miller (1959)

## Doppiatrici italiane
- Lia Orlandini in Donne
- Clara Ristori in Vivere insieme
- Lydia Simoneschi in Divieto d'amore